# Cibirhiza
Cibirhiza är ett släkte av oleanderväxter. Cibirhiza ingår i familjen oleanderväxter.
Kladogram enligt Catalogue of Life:
| Cibirhiza | \| \| Cibirhiza albersiana \| \| \| \| \| \| Cibirhiza dhofarensis \| \| \| \| \| \| Cibirhiza spiculata \| \| \| \| |
|           | \| \| Cibirhiza albersiana \| \| \| \| \| \| Cibirhiza dhofarensis \| \| \| \| \| \| Cibirhiza spiculata \| \| \| \| |
|           | Cibirhiza albersiana                                                                                                 |
|           | |
|           | Cibirhiza dhofarensis                                                                                                |
|           | |
|           | Cibirhiza spiculata                                                                                                  |
|           | |